# Maclovio Sánchez
Maclovio Sánchez fue un militar mexicano con idealismo villista que participó en la Revolución mexicana. Se incorporó al movimiento revolucionario en las fuerzas villistas del general Raúl Madero. Alcanzó el grado de general de brigada. 